# 다치바나정 (후쿠오카현)
다치바나정(일본어: 立花町)은 일찍이 후쿠오카현 지쿠고 지방 남부에 있던 정이며, 야메군에 속했다.

## 지리
후쿠오카 현의 최남부, 후쿠오카시의 남동쪽 약 50 km, 구루메시의 남동쪽 약 20km의 장소에 위치하는 내륙의 정이다. 북부는 야베 강을 사이에 두고 야메시와 접하고 남부의 경계선은 구마모토현과 현 경계를 이루고 있다. 정의 동쪽을 국도 3호선, 서쪽을 현도 4호선이 각각 남북으로 가로지르고 있다.
북부의 야베 강가 지역은 비교적 평탄한 지역이고 북단부의 국도 3호선을 따라 중심 취락이 있다. 그 이외의 정역의 대부분은 규슈 산지의 한부분을 이루는 300~400m급의 산지가 차지하고 있다.

### 인접한 자치체
- 후쿠오카 현
  - 야메시, 미야마시, 야메군 구로기 정
- 구마모토현
  - 야마가시, 다마나군 나고미정

## 역사
센고쿠 시대에는 가마치 씨의 분가의 영지였다. 에도 시대에는 다나카 요시마사의 영지였다가 다치바나 무네시게의 영지(야나가와 번)가 되었다.
- 1955년 4월 1일 - 야메 군 4개 촌이 신설 합병과 동시에 정으로 승격해 성립하였다.
- 2010년 2월 1일 - 야메 군 구로기 정·야베 촌·호시노 촌과 함께 야메 시에 편입되어 소멸하였다.

## 교통

### 도로
- 국도 제3호선